# 551091 Flórferenc
551091 Flórferenc è un asteroide della fascia principale. Scoperto nel 2012, presenta un'orbita caratterizzata da un semiasse maggiore pari a 3,0107243 au e da un'eccentricità di 0,2237099, inclinata di 11,74978° rispetto all'eclittica.